# Směrnice o ekodesignu
Směrnice 2009/125/ES o ekodesignu stanoví rámec pro určení požadavků na ekodesign výrobků spojených se spotřebou energie, platí ve všech členských státech EU. Její působnost v současnosti pokrývá více než 40 skupin výrobků (jako jsou bojlery, žárovky, televizory a chladničky), které jsou odpovědné za přibližně 40 % všech emisí skleníkových plynů v EU.
Od roku 2009 směrnice (oproti směrnici z roku 2005) nově zahrnuje výrobky jako jsou okna, izolační materiály a některé výrobky využívající vodu.
Konečným cílem je, aby výrobci již ve fázi návrhu výrobků byli povinni snižovat spotřebu energie a další negativní dopady výrobků na životní prostředí . Primárním cílem směrnice je snížit spotřebu energie, ale také prosazovat další ekologické aspekty, například používání materiálů, spotřeba vody, znečišťující emise, problémy s odpady a recyklovatelnost.
Směrnice o ekodesignu je rámcová směrnice, která nestanovuje přímo minimální ekologické požadavky. Ty jsou definovány v prováděcích opatřeních pro jednotlivé skupiny výrobků v oblasti působnosti směrnice. Opatření jsou přijímána prostřednictvím tzv. postupu projednávání ve výborech . Prováděcí opatření jsou založena na pravidlech vnitřního trhu EU upravujících, které výrobky mohou být uváděny na trh. Výrobci uvádějící na trh výrobek využívající energii, musí zajistit, aby byl v souladu s energetickými a ekologickými normami stanovenými v příslušném opatření.
V praxi vede zavedení nového minimálního požadavku k účinnému zákazu prodeje všech nevyhovujících výrobků ve všech členských státech EU. Například u žárovek bylo podle této směrnice zahájeno jejich postupné vyřazování v roce 2009. Bylo odhadováno, že jen toto opatření samo o sobě sníží v roce 2020 roční emise CO2 o 16 milionů tun. Opatření se setkalo s určitou kritikou ze strany výrobců, uvítali je však ekologové. Naproti tomu vyřazování zářivek v roce 2023 téměř uniklo pozornosti veřejnosti a médií.

## Oblast působnosti směrnice
Původní směrnice z roku 2005 se vztahovala na výrobky jako jsou kotle, ohřívače vody, počítače, televizory a některé průmyslové výrobky, například transformátory. Prováděcí opatření se zaměřovala na ty výrobky, které mají vysoký potenciál pro snížení emisí skleníkových plynů při nízkých nákladech prostřednictvím snížené poptávky po energii.
Dne 21. října 2008 byl schválen první pracovní plán směrnice o ekodesignu. Stanovil seznam 10 skupin výrobků, které mají být přednostně zvažovány v prováděcích opatřeních v letech 2009–2011:
- Klimatizační a ventilační systémy včetně oběhových čerpadel
- Topná zařízení na elektřinu a fosilní paliva
- Zařízení na přípravu jídla
- Průmyslové a laboratorní pece a trouby
- Obráběcí stroje
- Síťová zařízení a zařízení pro zpracování a ukládání dat
- Chladicí a mrazicí zařízení
- Zvuková a zobrazovací zařízení
- Transformátory
- Zařízení využívající vodu

## Nové energetické štítky
Od března 2021 jsou postupně u různých kategorií výrobků zaváděny nové energetické štítky, aby se odstranily nepřehledné kategorie A+, A++, A+++.

## V české legislativě
Česká republika implementovala požadavky směrnice o ekodesignu do zákona č. 406/2000 Sb., o hospodaření energií, ve znění pozdějších předpisů a do vyhlášky č. 319/2019 Sb., o energetickém štítkování a ekodesignu výrobků spojených se spotřebou energie.